# Вейверлі-Голл (Джорджія)
Вейверлі-Голл (англ. Waverly Hall) — місто (англ. town) в США, в окрузі Гарріс штату Джорджія. Населення — 638 осіб (2020).

## Географія
Вейверлі-Голл розташоване за координатами 32°40′58″ пн. ш. 84°43′42″ зх. д. / 32.68278° пн. ш. 84.72833° зх. д. (32.682889, -84.728332).  За даними Бюро перепису населення США в 2010 році місто мало площу 8,70 км², з яких 8,64 км² — суходіл та 0,05 км² — водойми.

## Демографія
Згідно з переписом 2010 року, у місті мешкало 735 осіб у 240 домогосподарствах у складі 175 родин. Густота населення становила 85 осіб/км².  Було 273 помешкання (31/км²).
Расовий склад населення:
| - 57,8 % — білих - 38,1 % — чорних або афроамериканців - 1,0 % — корінних американців - 0,4 % — азіатів |

До двох чи більше рас належало 1,9 %. Частка іспаномовних становила 2,7 % від усіх жителів.
За віковим діапазоном населення розподілялося таким чином: 21,2 % — особи молодші 18 років, 56,1 % — особи у віці 18—64 років, 22,7 % — особи у віці 65 років та старші. Медіана віку мешканця становила 46,8 року. На 100 осіб жіночої статі у місті припадало 92,4 чоловіків;  на 100 жінок у віці від 18 років та старших — 89,2 чоловіків також старших 18 років.
Середній дохід на одне домашнє господарство  становив 49 472 долари США (медіана — 43 000), а середній дохід на одну сім'ю — 65 453 долари (медіана — 72 902). За межею бідності перебувало 14,9 % осіб, у тому числі 11,4 % дітей у віці до 18 років та 17,7 % осіб у віці 65 років та старших.
Цивільне працевлаштоване населення становило 402 особи. Основні галузі зайнятості: роздрібна торгівля — 16,7 %, виробництво — 14,4 %, мистецтво, розваги та відпочинок — 12,2 %, публічна адміністрація — 11,9 %.